# 麻績村真由子
麻績村真由子（日语： Omimura Mayuko，10月26日—），日本女性配音員、廣播主持人。出身於北海道。81 Produce所屬。舊藝名（日文讀音相同），出生於1979年。出身於東京都。身高156cm。B型血。

## 經歷
一開始是作為沒有實體的CG角色、虛擬偶像聲優首次亮相。此外，她的出生日期被設定為1979年，雖然走的是偶像級聲優路線，但一開始並沒有露面。
藝名是她自己取的，這個藝名來自長野縣東筑摩郡麻績村。
1996年
- 10月3日，她作為CG角色虛擬偶像聲優出現在網站上[6]。
- 10月，出演文化放送的《上田祐司的放學後Wonder Club》。

1997年
- 3月9日，在節目中透露，自己正在秋葉原T-ZONE南7樓的網咖兼任DJ[6]。
- 她以「如果掌握了虛擬世界，它就會變成模擬世界！」脫離了CG角色。首次亮相於《Aniradi Grand Prix（日语：アニラジグランプリ）》第7號（6月號）。
- 4月13日，在那須高原舉辦的《上田祐司的放學後Wonder Club》公開錄音中首次在聽眾面前亮相[6]。
- 4月，作為常駐出現在東京電視台深夜節目《澀谷deCHU！（日语：渋谷でチュッ!）》裡。最初，她出現了大約5秒鐘，說出了節目的標題，但當決定由她擔任節目企劃的OVA《超機動傳說Dinagiga（日语：超機動伝説ダイナギガ）》的主角時，卻成為了該節目的助理[4]。（—1998年12月）
- 7月，以單曲作為歌手出道[6]。
- 10月，成為日本放送廣播節目《井手功二的格傑特震撼中心（日语：ゲルゲットショッキングセンター）》的週二助理。（—1998年6月）
- 在TBS電台的動漫電台（日语：アニラジ）《子安、冰上的GAME-DRA NIGHT（日语：子安・氷上のゲムドラナイト）》裡擔任臨時助理。起初，她每月出現一次，但她開始每隔一週出現一次，並擁有自己的單元，後來，她在節目期間播放的SCITRON廣告單元裡也擔任有關新專輯的資訊。

1998年
- 4月22日，推出首張迷你專輯[6]。
- 9月，她簽約的唱片公司Wonder Entertainment突然解散。之後，她與SCITRON DISC（日语：サイトロン・デジタルコンテンツ）簽訂了合約。
- 10月，成為《ANIGAME PARADISE》週二助理。她與助手桑島法子、松澤由美組成了「PPP」組合，並發行了同一節目的片頭曲。

1999年
- 獲得《悠久幻想曲3 Perpetual Blue（日语：悠久幻想曲#悠久幻想曲3 Perpetual Blue）》裡蒂斯·迪亞雷克一角。次年春天，悠久系列以《悠久組曲》結束，並於2000年8月26日參加了在五反田U-Port舉行的《悠久最終演唱會 ～仲夏畢業典禮～》。
- 與山本麻里安雙人組合。《Angel Kiss》發行，並被用作《ANIGAME PARADISE》的片尾曲。
- 在年底舉行的日本武道館現場節目裡進行演唱。1997年，她還在武道館的活動上唱歌。

2000年
- 12月，談話CD《送給你！ in冬》發行，次年將《送給你！》系列擴展為《春》、《夏》、《秋》。

2001年
- 以1月發行的《與你一起 雪》為起點，推出了《花》、《海》、《空》等《與你一起》系列。麻績村真由子的談話CD系列最後以這張《與你一起 空》做結束。
- 2月，與同行土屋美惠子（日语：つちやみえこ）組成的雙人組合，發行了，並一起出現在雜誌《SEIGURA》上。在7月號裡也負責的中心色。
- 與《子安、冰上的GAME-DRA NIGHT》的冰上恭子、SCITRON著名女公關澀谷知子一起組成「Booing！」，翻唱小泉今日子的《因為是偶像》、糖果合唱團的《年輕男孩（日语：年下の男の子 (キャンディーズの曲)）》、南沙織（日语：南沙織）的[注 2]。在5週年公開錄製活動上，這3首歌曲都在聽眾面前獻唱。
- 10月，《GAME-DRA》將節目名稱改為《子安、冰上的GAME-DRA A》，並晉升為常規節目。半年之後，也就是2002年春天，該節目被腰斬。

2002年
- 3月，發行了總結其歌唱生涯的精選專輯《SUKUSUKU》。4月13日，在秋葉原的Gamers（日语：ゲーマーズ）總店舉辦了「精選專輯《SUKUSUKU》發行紀念茶會」。在此期間也舉辦了粉絲俱樂部活動。
- 4月，被任命為衛星放送《秋葉原情報局（日语：アキハバラ情報局）》的節目助理，但在第二年的2003年6月進行節目調整時卸任。
- 5月，「麻績村真由子官方粉絲俱樂部『SUKUSUKU』」成立。隨著與SCITRON的合約到期，原本位於SCITRON主頁空間的麻績村官方頁面與有限公司棉花糖辦公室合併，後者負責管理新的粉絲俱樂部，即SCITRON的麻村真由子官方主頁已被關閉。此後，粉絲俱樂部的官網公告欄遭到破壞，並從夏季到秋季關閉。最後，粉絲俱樂部解散，官方網站也關閉。

2004年
- 6月6日，將藝名改為（全部轉換成平假名）。
- 9月—10月，《魔法咪路咪路》系列雖然已決定結束但她將作為替補出現在《高機動交響曲GPO 白之章》裡。

2006年
- 4月，繼NHK教育節目《一個人也可以辦得到Mon！（日语：ひとりでできるもん!）》之後，在節目《妙廚學生！美味香（日语：味楽る!ミミカ）》裡飾演主角「姬野美味香」。也負責同一節目的片頭曲「妙廚學生！美味香 No.1」。
- 7月，於夏季新節目UHF動畫系列《嬌蠻之吻 Cool×Sweet》常駐演出（這是她9個月來首次在無線電視的動畫中常駐演出）。

2007年
- 1月25日發行的《Fami通 Characters vol.2》裡收錄了與釘宮理惠的合影，附贈的DVD裡也收錄了與釘宮理惠的對話。
- 2月28日，NHK教育《妙廚學生！美味香》片頭曲《妙廚學生！美味香 No.1》CD發行。
- 3月15日，在《ZAKZAK》上刊登了一張照片，標題是「你不知道美味香有多受歡迎嗎？即使是成年人也能受益的美食教育節目」。
- 3月31日，作為嘉賓出現在《Saturday Hot Request（日语：サタデーホットリクエスト）》的公開錄音上。

2008年
- 在音泉廣播節目《BAMBOO BLADE ～文武兩道！》第24回（2008年4月7日發佈）作為嘉賓演出。

### 人物
有著甜美的鼻音，演過許多少女的角色。經常被形容為「（中譯不幸的人）」，因為她經常遭受自己不知道的不幸，例如節目在成為常規之後不久就被腰斬，或者雜誌被停刊。
其手藝很好，在《Aniradi Grand Prix》雜誌的郵購區出售用珠子製成的帶子。
曾經在《SEIGURA》→《Aniradi Grand Prix》→《SEIGURA》專欄進行連載（連載已結束）。
關於自己主演的OVA《超機動傳說Dinagiga》，她表示在配音前，按照導演的要求，早上進行了練習。而且這是她第一次（在角色中）說這麼多話。

## 演出
粗體字表示主要角色。

### 電視動畫
1998年
- 學級王山崎（阿超）
- 時空偵探建次君（拉布拉布）

1999年
- 臣士魔法劇場 利斯基☆塞夫提（日语：臣士魔法劇場 リスキー☆セフティ）（拉妮）
- D4公主朵莉絲（星兒）

2000年
- 外星人田中太郎（理惠）

2002年
- 魔法咪路咪路（2002年—2005年，莉露姆）4系列

2004年
- Keroro軍曹（玻喲）

2005年
- [注 3]
- 高機動交響曲GPO（吉田遙）
- MÄR 魔兵傳奇（神秘小孩）

2006年
- 嬌蠻之吻 Cool×Sweet（佐藤良美）
- 哈姆太郎 哈姆哈姆天堂啾！（小鹿）
- 妙廚學生！美味香（日语：味楽る!ミミカ）（姬野美味香）

2007年
- 花漾明星KIRARIN（2007年—2008年，明美、筆奈）2系列
- BAMBOO BLADE（安藤優梨）

2008年
- 小秋葉（日语：アキバちゃん）（小乙女）

2010年
- 戀愛班長 Second Collection（須田佐智子）

### OVA
- 超機動傳說Dinagiga（日语：超機動伝説ダイナギガ）（1998年，遠野光）
- 哈姆太郎 ～尋找媽媽 三千走走～（2002年）
- 戀愛小魔女（2002年，佐倉仁菜）
- 花與少年（2004年，真由子[9]）
- 柳瀨嵩童話劇場 森林英雄 哈利與馬丁（日语：やなせたかしメルヘン劇場#第6幕 もりのヒーロー ハリーとマルタン）（2008年，利普）

### 遊戲
1997年
- 幕末浪漫 月華劍士（一條明、一條明狸）

1998年
- 迦陵演義（蘇菲亞·L·吉德）
- 幕末浪漫第二幕 月華劍士 ～月下芳華、委地之花～（一條明、紙人偶）
- 星之丘學園物語 學園祭（日语：星の丘学園物語 学園祭）（內海卡琳）
- 領主之戰 ～新·蓋亞王國記～（日语：ロードモナーク）（多良間·伽略、伊綱·伽略）

1999年
- BOYS BE 2nd season（鷹野真由美）
- 悠久幻想曲3 Perpetual Blue（日语：悠久幻想曲#悠久幻想曲3 Perpetual Blue）（蒂斯·迪亞雷克）

2000年
- 悠久組曲 All Star Project（日语：悠久幻想曲）（蒂斯·迪亞雷克）

2001年
- 天使演唱會（可可娜·裘特）
- Close to ～祈願之丘～（柏木遊那）
- Missing Blue（日语：Missing Blue）（澄伊雉晶）

2002年
- 淪為回憶的妳 ～秋之回憶～（配角）

2003年
- 思念百分百 -Close to-（柏木遊那）
- 魔法咪路咪路 對戰魔法球（莉露姆）
- 魔法咪路咪路 咪路的魔法學校物語（莉露姆）

2004年
- Keroro軍曹 燃燒淘汰賽（日语：ケロロ軍曹 メロメロバトルロイヤル）（玻喲）

2005年
- NeoGeo Battle Coliseum（日语：ネオジオバトルコロシアム）（一條明）
- 魔法咪路咪路 心跳回憶大恐慌（莉露姆）

2006年
- 英靈殿騎士（日语：ヴァルハラナイツ）（哈比人〈女性〉）
- 高機動交響曲GPO（吉田遙）

2007年
- Routes PE、Routes 攜帶版（日语：Routes）（伏見由香里）

2009年
- BAMBOO BLADE ～“在那之後”的挑戰～（安藤優梨）

2010年
- NEOGEO群雄 ～終極射擊～（一條明）

2015年
- 我家公主最可愛（華謀姬木蘭）

2018年
- 你就是英雄（一條明）

### 廣播劇CD
- Z/ETA 廣播劇CD（1999年，真由）
- Z/ETA 廣播劇CD2（2000年，真由）
- 此花KONOHANA：true report 廣播劇CD（水田真理）
- HAPPY BOY（兔芳子）
- 超機動傳說Dinagiga（日语：超機動伝説ダイナギガ）（遠野光）
- 幕末浪漫 月華劍士（一條明）
- 幕末浪漫第二幕 月華劍士 ～月下芳華、委地之花～（一條明）
- 機器人播音員 MAICO 2010（日语：MAICO2010）
- GAME-DRA NIGHT 西遊記 朱之卷（猜鳳）
- GAME-DRA NIGHT 西遊記 碧之卷（猜鳳）
- D4公主朵莉絲S（星兒）
- Close to ～祈願之丘～（柏木遊那）
- MY FUNNY VALENTINE CHIROL（艾蒿）
- Keroro軍曹 宇宙中最緊張的CD 第1卷（玻喲）
- 高機動交響曲GPO 廣播劇CD 白之章 Vol.1（吉田遙）
- 高機動交響曲GPO 廣播劇CD 白之章 Vol.2（吉田遙）
- Routes（日语：Routes） 每日CD『Routes』篇（4月—6月）（伏見由香里）（銷售代理：Lantis，2008年3月5日）
- Routes 原聲廣播劇CD "Greatest Tresure"（伏見由香里）（銷售代理：Lantis、售貨商：King Records，2008年3月7日）
- BAMBOO BLADE「紅盤」（安藤優梨）

### 外語配音

#### 電影
- 一人有一點顏色

#### 動畫
- 愛心小熊（英语：Care Bears）
  - 愛心小熊：閃亮亮（英语：Care Bears: Share Bear Shines）
  - 愛心小熊：感恩節（英语：Care Bears: The Giving Festival）
  - 愛心小熊的大願望電影（英语：The Care Bears' Big Wish Movie）

### 現場錄製
- 心跳ON AIR FINAL（PC遊戲）
- （DVD）
- 澀谷deCHU！（日语：渋谷でチュッ!）（節目主持人）
- 子安、冰上的GAME-DRA（日语：子安・氷上のゲムドラナイト）A for DVD（DVD）
- 秋葉原情報局（日语：アキハバラ情報局）（主持人）

### 廣播節目
- Wonder☆Dinagiga特集 小野坂的野望
- 上田祐司的放學後Wonder Club
- 岩男潤子的網路派對
- 井手功二（日语：井手コウジ）的格傑特震撼中心（日语：ゲルゲットショッキングセンター）
- 麻績村真由子的深呼吸說話 （超機動放送A/G Master（日语：超機動放送アニゲマスター）時段播出）
- ANIGAME PARADISE（日语：岩男潤子と荘口彰久のスーパーアニメガヒットTOP10#アニガメパラダイス）
- 子安、冰上的GAME-DRA NIGHT（日语：子安・氷上のゲムドラナイト）
- 子安、冰上的GAME-DRA A

### 旁白
- （TBS宣傳節目，2003年9月23日）
- Happy！導航（TBS宣傳節目，2006年4月5日）

## 音樂作品

### 單曲
| 枚數 | 發行日期       | 單曲名稱（日文原名）      | 規格編號  | 銷售代理             | 商業搭配                             |
| ---- | -------------- | ------------------------- | --------- | -------------------- | ------------------------------------ |
| 1st  | 1997年07月24日 |                           | WDDN-26   | Wonder Entertainment | 東京電視台《澀谷deCHU！》            |
| 2nd  | 1997年12月29日 |                           | WDDN-43   | Wonder Entertainment | LF《格傑特衝擊中心》                 |
| 3rd  | 1998年8月21日  |                           | WDDN-50   | Wonder Entertainment | 寶麗金視頻動畫《超機動傳說Dinagiga》 |
| 4th  | 2007年2月28日  | 妙廚學生！美味香 No.1（味楽る！ミミカ ナンバーワン） | IKCR-9501 | Rock Chipper Records | NHK教育《妙廚學生！美味香》          |

### 迷你專輯
| 枚數 | 發行日期       | 專輯名稱（日文原名） | 規格編號   | 銷售代理                  | 商業搭配 |
| ---- | -------------- | -------------------- | ---------- | ------------------------- | -------- |
| 1st  | 1998年04月22日 |                      | WDCD-20113 | Wonder Entertainment      | —        |
| 2nd  | 1999年08月04日 |                      | FSCA-10098 | First Smile Entertainment | —        |

### 專輯
| 枚數 | 發行日期      | 專輯名稱（日文原名） | 規格編號   | 銷售代理     | 商業搭配 |
| ---- | ------------- | -------------------- | ---------- | ------------ | -------- |
| 1st  | 2002年3月20日 | SUKUSUKU（すくすく）         | SCDC-00165 | SCITRON DISC | —        |

### 組合
| 發行日期       | 名稱 | 歌                  | 規格編號   | 銷售代理                  | 商業搭配                           |
| -------------- | ---- | ------------------- | ---------- | ------------------------- | ---------------------------------- |
| 1999年1月20日  |      | Pretty Purity Panix | ZMDZ-147   | Media Factory             | LF《ANIGAME PARADISE》             |
| 1999年4月21日  |      | 川菜翠&麻績村真由子 | FSDA-00009 | First Smile Entertainment | 動畫《D4公主朵莉絲》               |
| 1999年12月27日 |      |                     | —          | First Smile Entertainment | LF《ANIGAME PARADISE》             |
| 2000年1月19日  |      | FSDA-00015          |            | First Smile Entertainment | LF《ANIGAME PARADISE》             |
| 2001年2月21日  |      |                     | SCDC-00068 | SCITRON DISC              | —                                  |
| 2001年10月11日 |      | Booing              | SCDC-00128 | SCITRON DISC              | JOKR《子安、冰上的GAME-DRA NIGHT》 |

### 商業搭配
| 樂曲                  | 商業搭配                                       | 年份   |
| --------------------- | ---------------------------------------------- | ------ |
|                       | 東京電視台《澀谷deCHU！》片尾主題曲            | 1997年 |
|                       | LF《格傑特衝擊中心》片尾主題曲                 | 1997年 |
|                       | 寶麗金視頻動畫《超機動傳說Dinagiga》片尾主題曲 | 1997年 |
|                       | LF《ANIGAME PARADISE》片頭主題曲               | 1998年 |
| Angel Kiss            | LF《ANIGAME PARADISE》片頭主題曲               | 1999年 |
|                       | 動畫《D4公主朵莉絲》片尾主題曲                 | 1999年 |
|                       | JOKR《子安、冰上的GAME-DRA NIGHT》片頭主題曲   | 1999年 |
|                       | JOKR《子安、冰上的GAME-DRA NIGHT》片頭主題曲   | 2001年 |
|                       | JOKR《子安、冰上的GAME-DRA NIGHT》片尾主題曲   |        |
| 妙廚學生！美味香 No.1 | NHK教育《妙廚學生！美味香》片頭主題曲          | 2006年 |

### 談話CD
| 發行日期       | CD名稱（日文原名）  | 規格編號   | 銷售代理             | 備註 |
| -------------- | ------------------- | ---------- | -------------------- | ---- |
| 1998年6月24日  | 深呼吸說話 熊（おしゃべり深呼吸 くま）   | WDCD-15119 | Wonder Entertainment | —    |
| 1998年9月23日  | 深呼吸說話 螃蟹（おしゃべり深呼吸 カニ） | WDCD-15128 | Wonder Entertainment | —    |
| 1999年2月21日  | 深呼吸說話 兔子（おしゃべり深呼吸 うさ） | JCCM-1001  | Picture Magic        | —    |
| 1999年4月05日  | 深呼吸說話 星星（おしゃべり深呼吸 ほし） | JCCM-1002  | Picture Magic        | —    |
| 2000年1月21日  | 送給你！ in冬（あなたにとどけ！ in冬）   | SCDC-00008 | SCITRON DISC         | —    |
| 2000年4月19日  | 送給你！ in春（あなたにとどけ！ in春）   | SCDC-00012 | SCITRON DISC         | —    |
| 2000年7月19日  | 送給你！ in夏（あなたにとどけ！ in夏）   | SCDC-00031 | SCITRON DISC         | —    |
| 2000年10月18日 | 送給你！ in秋（あなたにとどけ！ in秋）   | SCDC-00049 | SCITRON DISC         | —    |
| 2001年1月24日  | 與你一起 雪（あなたといっしょ 雪）     | SCDC-00057 | SCITRON DISC         | —    |
| 2001年4月25日  | 與你一起 花（あなたといっしょ 花）     | SCDC-00078 | SCITRON DISC         | —    |
| 2001年7月18日  | 與你一起 海（あなたといっしょ 海）     | SCDC-00098 | SCITRON DISC         | —    |
| 2001年10月24日 | 與你一起 空（あなたといっしょ 空）     | SCDC-00133 | SCITRON DISC         | —    |

### 歌手參加作品
| 發行日期       | 商品名稱                         | 歌                    | 樂曲       | 規格編號   | 銷售代理             | 備註                                       |
| -------------- | -------------------------------- | --------------------- | ---------- | ---------- | -------------------- | ------------------------------------------ |
| 1997年11月21日 | HAPPY BOY Vol.5 VOCAL COLLECTION | 麻績村真由子          | 告白記念日 | WDCD-28016 | Wonder Entertainment | 廣播劇CD《HAPPY BOY》相關樂曲              |
| 1999年12月1日  | GAME-DRA VOCAL COLLECTION BEST   | TONBRELLA with Booing |            | PCCB-00404 | SCITRON DISC         | JOKR《子安、冰上的GAME-DRA NIGHT》相關歌曲 |
| 1999年12月1日  | GAME-DRA VOCAL COLLECTION BEST   | Booing                |            | PCCB-00404 | SCITRON DISC         | JOKR《子安、冰上的GAME-DRA NIGHT》相關歌曲 |
| 1999年12月1日  | GAME-DRA VOCAL COLLECTION BEST   | Booing                | 一年       | PCCB-00404 | SCITRON DISC         | JOKR《子安、冰上的GAME-DRA NIGHT》相關歌曲 |

### 角色歌曲
| 發行日期      | 商品名稱 | 歌                                      | 規格編號   | 銷售代理     | 備註                                                |
| ------------- | -------- | --------------------------------------- | ---------- | ------------ | --------------------------------------------------- |
| 2000年6月21日 |          | 蒂斯·迪亞雷克（麻績村真由子）           | SCDC-00022 | SCITRON DISC | 遊戲《悠久幻想曲3 Perpetual Blue》加大單曲收藏Vol.3 |
| 2003年6月25日 |          | 莉露姆（麻績村真由子）&結木（德本恭敏） | MECH-1004  | meldac       | 動畫《魔法咪路咪路》二重奏系列2                     |

## 腳註

## 外部連結
- 麻績村真由子 （日語）—81 Produce公式官網
- 麻績村真由子的Instagram帳戶 （日語）
- 麻績村真由子 （日語）—YouTube頻道
- ，存于 （日語）（有亂碼）
- ，存于 （日語）、，存于 （日語）—麻績村真由子的官方個人網站。
- ，存于 （日語）—麻績村真由子的官方個人網站。